# Skelettküste

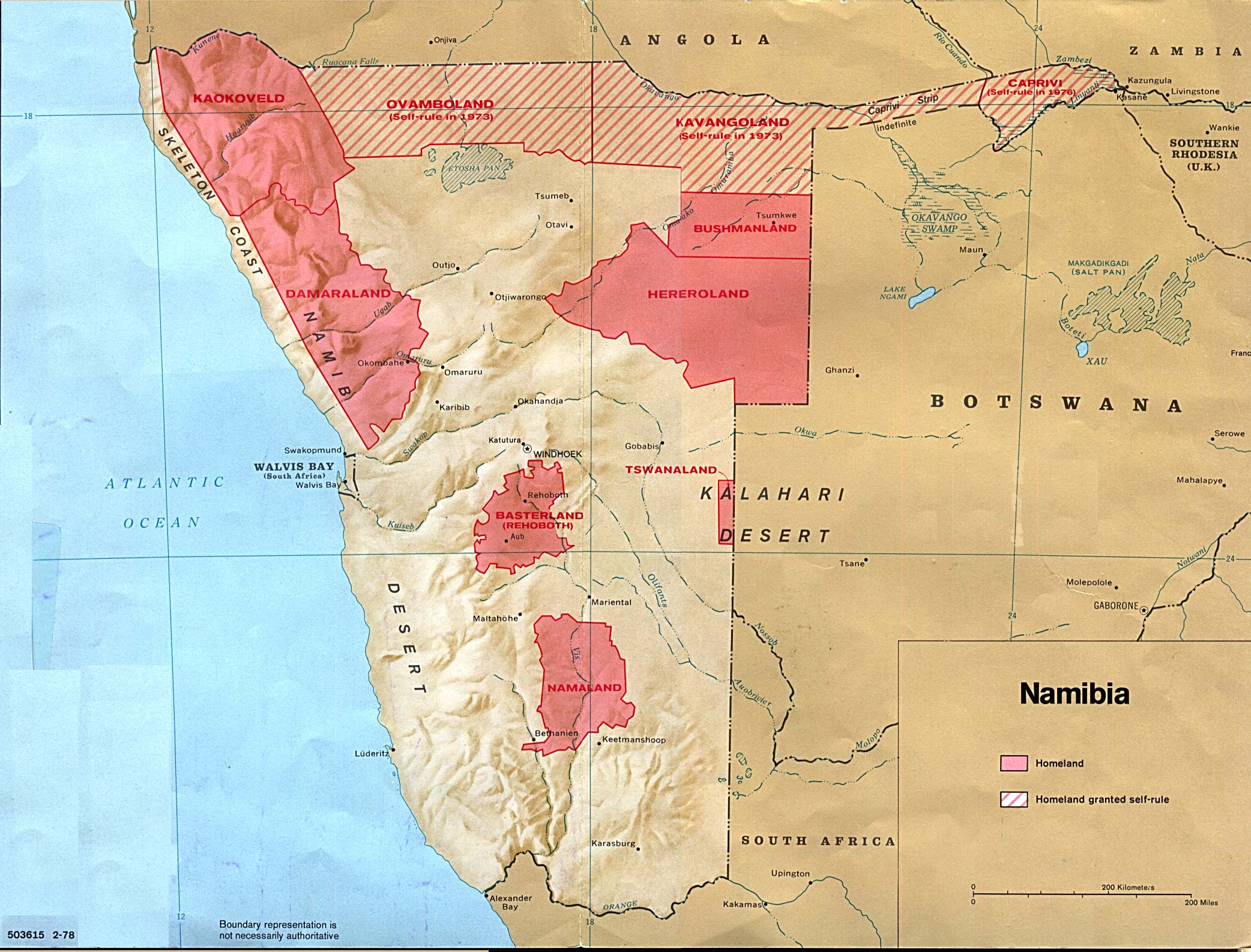
Die Skelettküste (Skeleton coast) auf einer Karte von 1978

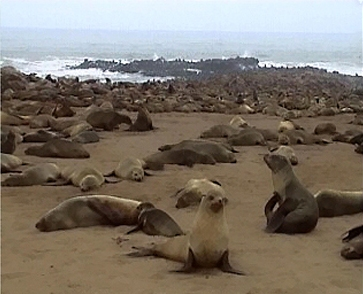
Robbenkolonie bei Cape Cross

Als Skelettküste (englisch Skeleton Coast) wird der nördliche Teil der Meeresküste Namibias und deren Hinterland bezeichnet, der von Swakopmund bis zum Kunene, dem Grenzfluss zum nördlich gelegenen Angola, reicht. Die Skelettküste ist Teil der Namib.

## Geologie
Geologisch gehört ein Großteil der Skelettküste mit einem Alter von bis zu 1,5 Milliarden Jahren zu den ältesten Landschaftsformationen der Erde. Nebel, heftige Brandung und unberechenbare starke Strömungen – durch den an der Küste nordwärts fließenden Benguelastrom – machen die Küste von jeher und bis heute für die Seefahrt gefährlich.

## Geschichte und Schiffswracks

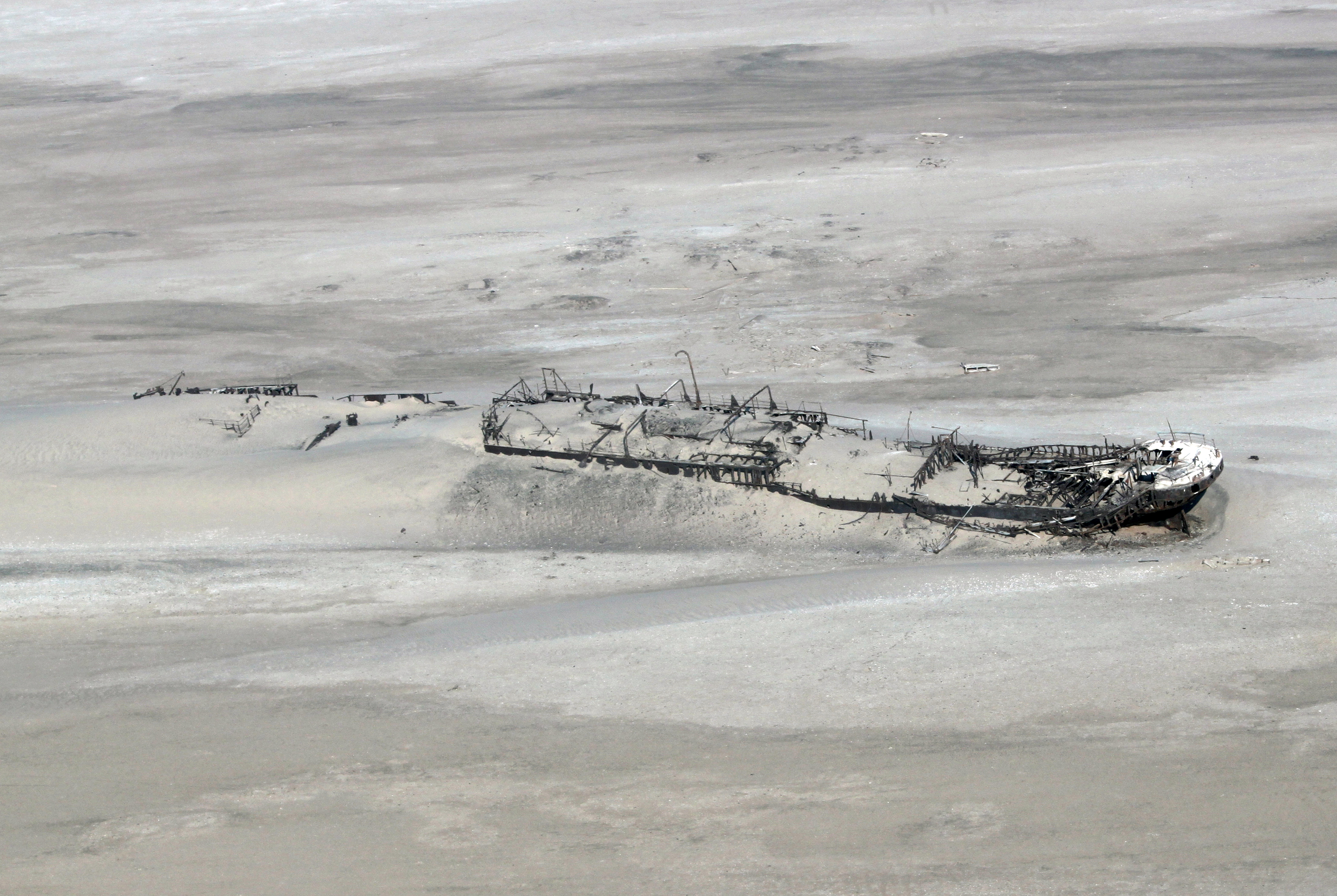
Wrack der deutschen Eduard Bohlen, 1909 im Nebel gestrandet und heute durch Anlandung hunderte Meter im Hinterland gelegen

Entlang der Küste legen Hunderte von Schiffswracks in Ufernähe und am Strand davon Zeugnis ab. Der heute übliche Name „Skeleton Coast“ wurde vom Schriftsteller John Henry Marsh erfunden; er verwendete ihn als Titel seines 1944 erschienenen Buches über die MV Dunedin Star, die 1941 vor dem Küstenabschnitt sank. Zuvor hatten San diesen als „das Land, das Gott im Zorn erschuf“ und portugiesische Seeleute als „Tor der Hölle“ bezeichnet.
Die Schiffbrüchigen, die sich noch von den an der Küste zerschellten oder gestrandeten Wracks hatten retten können, hatten in der unbesiedelten, extrem trockenen Küstenwüste keine Überlebenschance und verdursteten. Der Name bezieht sich daher sowohl auf die Schiffs-„Skelette“ als auch auf die echten Skelette der Gestrandeten, aber auch auf die zahlreichen Gerippe von an Land gespülten Walen. Der aus der Antarktis kommende kalte Benguelastrom ist auch die Ursache für die direkt am Strand beginnende Küstenwüste.
Die Skelettküste ist im südlichen Teil bis Torra Bay ein für die Allgemeinheit zugänglicher Nationalpark (Dorob-Nationalpark) und wegen seines großen Fischreichtums vor allem bei Anglern beliebt. Deren Ansturm hat mehrere Anglercamps entstehen lassen. Eines dieser Camps hat sich inzwischen zu einer regelrechten Stadt namens Henties Bay entwickelt. Der Nordteil ist Teil des Namib-Skelettküste-Nationalparks.